# 降曲
降曲，是中国长江流域的一条河流，汇入金沙江左岸，属于金沙江水系。河长66千米，流域面积1120平方千米，年均流量16立方米每秒。自然落差1800米。水能理论蕴藏量9万千瓦。